# あどりぶランド
『あどりぶランド』は、1984年1月25日から1998年3月18日まで毎日放送（MBSテレビ）で放送されていたバラエティ番組。毎日放送アナウンサー室所属のアナウンサーが企画から出演まで携わったレギュラー番組で、番組内ではしばしば、“あどラン”の略称で呼ばれていた。
このページでは、当番組の放送中から続けられている毎日放送アナウンサー室関連の企画・イベント、当番組の終了後に同局のアナウンサーが集結（または交互に出演）する番組および、同局アナウンサー室の企画によって2018年7月13日から2020年3月29日までMBSテレビがレギュラーで放送していた『コトノハ図鑑』（コトノハずかん）についても述べる。

## 概要
日本国の放送局で初めて、正社員（一部除く）のアナウンサーが全員レギュラーで出演した番組。MBSアナウンサー室所属のアナウンサーに話題の現場を取材させたり、コントや時代劇などの企画に挑戦させたりしたほか、ひな壇席に座ったアナウンサー全員で1人のゲストに次々と質問を投げ掛ける「よってたかってインタビュー」を毎週放送していた。
いわゆる「撮って出し番組」で、放送開始から6年9か月間は、水曜日の放送直前に吹田市のMBS千里丘放送センターで収録。本社機能が同施設から大阪市北区茶屋町に移転したのを機に、1990年10月3日放送分から最終回までは、茶屋町本社のギャラクシーホール（後に「ギャラクシースタジオ」を経て生放送対応の「ライブセンター」に転用）で収録していた。
ちなみに、新人アナウンサーを採用した年には、当番組で自己紹介やレギュラー出演の機会を設けていた。また、アナウンサー室にアノンシスト賞をもたらすほどの企画（後述）を輩出したほか、初期には報道系のアナウンサーによるジャーナリスティックな企画も随時放送。1995年1月17日（火曜日）の阪神・淡路大震災発災翌日には、当初の放送予定を変更したうえで、全編にわたって生放送で震災関連情報を伝えた。
当番組はMBS以外に、関連会社のGAORAで2～3か月遅れて放送。MBSのサービスエリアである関西地方以外でも、CS放送を受信できる環境にあれば視聴できるようになっていた。MBSラジオでも、ナイターオフ期間に関連番組として『ラジオあどりぶランド』『ラジオであどラン歌謡曲』を放送。1986年には八曜社から『This is MBS こちらあどりぶランド』、1988年にはシンコーミュージックから『まるのまんま　あどりぶランド』、1993年には放送10周年記念として『マイクもたずにあどりぶランド』がそれぞれ刊行された（いずれも現在は絶版）。

## 放送時間

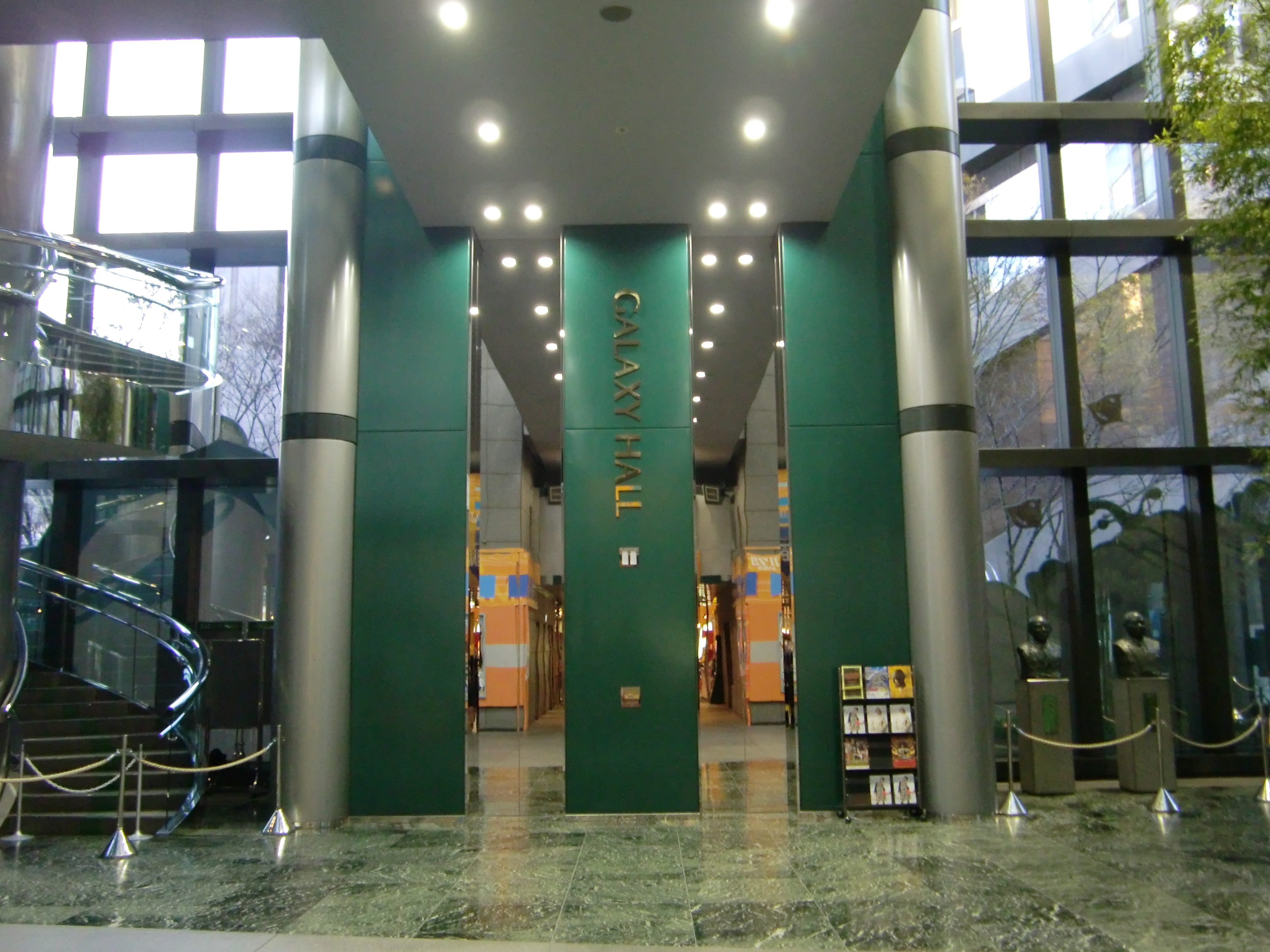
MBS旧ギャラクシーホール

時刻はいずれもJST、MBSでの放送時間。GAORAでの放送時間は不明。
- 水曜 23:35 - 24:35 （1984年1月 - 1986年3月）
- 水曜 23:45 - 24:45 （1986年4月 - 1986年9月）
- 水曜 23:50 - 24:50 （1986年9月 - 1987年10月）
- 水曜 23:50 - 25:15 （1987年11月 - 1989年4月）
- 水曜 23:50 - 24:50 （1989年5月 - 1989年9月）
- 水曜 23:50 - 25:15 （1989年10月 - 1992年9月）
- 水曜 23:50 - 24:50 （1992年10月 - 1997年9月） - 『テレビのツボ』の放送開始に伴い、放送枠が60分に縮小。
- 水曜 23:55 - 24:55 （1997年10月 - 1998年3月） - 『筑紫哲也 NEWS23』第1部の放送枠拡大に伴い、以後は5分繰り下げて放送。

## 主な放送内容
放送上は、進行やリポートを担当するアナウンサーの氏名を記した字幕の上に、担当者の特徴と週替わりの共通テーマ（血液型など）を重ね合わせた駄洒落混じりのキャッチフレーズを添えていた。放送時点での現役アナウンサーで、番組の末期にアナウンサー室長を務めていた阪本時彦は、千里丘放送センターから放送していた時期に上記のキャッチフレーズを毎回の収録前に考案していたという。

### レギュラー企画
よってたかってインタビュー
オープニングの直後に放送されていたゲストコーナーで、ひな壇に座る他のアナウンサーたちが進行役からの指名を受け、ゲストへ矢継ぎ早に質問するというものだった。進行役はアナウンサーたちが週替わりで担当。初期には、『アップダウンクイズ』（当時のアナウンサー室長・小池清が長年司会を担当）の「シルエットクイズ」にちなんで、ゲストが登場する前にそのシルエットからゲストを当てさせるクイズも実施していた。
通常は他の企画と同時に収録していたが、ゲストのスケジュールに合わせて、当コーナーを他の企画より先に収録することがあった。
当番組終了後の1999年10月から21年半にわたってMBSテレビで平日の午後に放送されてきた情報番組『ちちんぷいぷい』では、この番組にアナウンサーの1人として出演していた角淳一が初代の総合司会を務めていた時期に、2度にわたって生放送の中で当企画を復活させている。
- 2006年1月1日に放送された特別番組『角淳一の大大大正月2006』では、堀江貴文（出演当時はライブドア代表取締役社長兼CEO）を中継先（当日開店したばかりのライブドアオート大阪南港店）から毎日放送のスタジオへ迎えたうえで、番組の途中に角の後輩アナウンサー・上泉雄一の進行による「よってたかってインタビュー」を実施。総合司会の角・宮根誠司に加えて、当日のゲスト（松浦亜弥、桂ざこば、なるみ、ロザン、未知やすえ、トミーズ健）がインタビュアーを務めていた。ちなみに堀江は、同番組へのテレビ出演を最後に、同月23日に証券取引法違反の容疑で逮捕された。
- 角が『ちちんぷいぷい』を卒業する2011年9月30日（金曜日）の放送中には、「角淳一によってたかってインタビュー」を実施した。インタビュアーを務めたのは、同番組の主なレギュラー出演者（桂南光と未知やすえは公演先からの中継で出演）。角とともに総合司会を担当してきたアナウンサーの西靖が進行したほか、質問の機会はなかったものの、インタビュアー席には同番組でアシスタントやコーナーレギュラーを務めるアナウンサー（山中真・河田直也・大吉洋平・吉竹史など）も座っていた。このインタビューのオープニングでは、角が『あどりぶランド』時代の「よってたかってインタビュー」のエピソードを披露。放送当時のアナウンサーでただ1人小池が「インタビューゲスト」として登場した際に、進行役を務めていたことを明かしている。

何でも劇場
現役のアナウンサーから若干名が登場するショートコント風のコーナーで、オープニングパートと「よってたかってインタビュー」の合間に放送。放送直近の話題をテーマに、千里丘放送センターのアナウンス部内などで収録していた。
あどランタイムズ
番組末期に放送されていた5分程度のコーナーで、1名のアナウンサーが週替わりで登場。特技を披露したり、自身のこだわっていることを語ったりしていた。

### シリーズ企画
なんでも実況
スポーツアナウンサーの結城哲郎（後にアナウンサー室長を経てGAORAへ出向、現在はフリーアナウンサー）が考案したコーナーで、アナウンサーたちがさまざまな現場へ赴いては実況に挑戦した。
1984年5月23日の放送では、競馬実況で知られた蜂谷薫が、5日後に控えていた日本ダービーの架空実況を披露。出走予定の18頭の馬名を実況にすべて織り込んだばかりか、結果として、シンボリルドルフの1着やレース展開を的中させた。
1991年には、スポーツアナウンサーの井上光央・馬野雅行・田丸一男が、当時琵琶湖の畔に建っていた通称「幽霊ビル」の爆破解体の模様を実況。当時NHK大津放送局から移籍したばかりの田丸が爆破の瞬間に絶叫したシーンの映像は、当番組が終了した後も、MBSテレビの番組（『ちちんぷいぷい』など）で繰り返し流されている。
激突シリーズ
「新人類vs旧人類」など、意見が二分されやすいテーマに基づく討論・対決企画。
あどりぶサロン
前出の「よってたかってインタビュー」とは別に、少数のアナウンサーが著名人（夫婦）にインタビューを実施していた。
ハジソン博士の○学
近藤光史扮する「ハジソン博士」と、近藤の1年先輩・松井昭憲演じる弟子の「ハジゴロウ」による実験・雑学講座で、1985年7月31日から不定期で放送。白衣姿の2人による軽妙なやり取りで人気を博した。扱ったテーマは、「蚊」「字が10倍うまくなる方法」「コンピューター」「放射能」「半導体」など。
あどランKING TOP10
時代劇企画
小池の後任のアナウンサー室長・藤本永治が「本格的な鞍馬天狗の扮装で立ち回りをやりたい」という要望を出したことをきっかけに、黒田義之監督に10分程の短編時代劇「鞍馬天狗」の制作を依頼。以降も年に1回のペースで、アナウンサー総動員の本格的時代劇を制作・放送した。
- 第一回 1985年12月11日「忠臣蔵」 - 松の廊下、一力茶屋、吉良邸討ち入りの3部構成。
- 第二回 1986年12月24日「新撰組」 - 新撰組の成立から、流山における近藤勇と土方歳三の別れまでを描いた正統派時代劇。
- 第三回 1988年1月20日「水戸光圀」 - 京都ロケを敢行。角がユニークな水戸黄門を演じた。
- 第四回 1989年1月4日「N・U（ヌウ）」 - 杉田玄白とE.Tの様な宇宙人との触れ合いを描いたSF時代劇。
- 第五回 1990年1月3日「お祭り提灯」 - 松竹新喜劇の藤山寛美に指導を仰いだ本格的舞台喜劇。当時のプロデューサーだった高垣伸博曰く、「アナウンサーに緊張感を持たせるための試み」だったとのことで、実際に生放送で披露された。
- 第六回 1991年1月2日「大評判ひつじ長屋」 - 当番組のファンだった舞台作家・香川登枝緒書き下ろしの喜劇。
- 第七回 1994年1月5日「高津の富くじ」 - 再び松竹新喜劇の協力を得て制作した時代劇で、シリーズ最終作。

### アナウンサーの挑戦企画
鯖街道七十五キロメートル
1986年10月29日放送。蜂谷・高村昭・三好俊行が、徒歩だけによる鯖街道（総距離約75km）の完全踏破に挑戦。全員無事に歩き切った。
グアムマラソン涙の完走
結城の提案をきっかけに実現した企画で、1987年6月3日放送。アナウンサー室の予選に勝ち残った蜂谷・結城・阪本時彦・水谷勝海・今野秀隆・青木和雄が、駅伝形式でグアムマラソンに挑戦した。蜂谷（1区：7.95km）→結城（2区：11.35km）→阪本（3区：4.175km）→水谷（4区：4.175km）→今野（5区：11.35km)→青木（3.195km）の順に襷をつないだ結果、出場22チーム中15位（合計タイム3時間44分43秒）で完走。
新人アナウンサーの挑戦企画
番組の放送期間中にMBSへ入社したアナウンサーが主体の企画。新人研修の模様や、インタビューの研修企画などを放送していた。
1992年に入社した上泉雄一と武川智美（いずれも現役アナウンサー）は、入社1年目に横山たかし・ひろしへ弟子入り。漫才の稽古を重ねた末に、当時存在していた松竹芸能の演芸場「浪花座」で、一般客を前にコンビ漫才を披露した。

### 特別企画

#### アノンシスト賞受賞企画
旧札vs新札
MBSアナウンサー室が1984年度アノンシスト賞でグランダ・プレミオ（大賞）を受賞した討論企画で、同年10月17日に放送。「肖像画が日本の紙幣に使われた著名人6名を現代に蘇らせる」との想定の下に、著名人に扮した藤本・青木・角・野村啓司・板倉俊彦・近藤光史・鎌田正明が、「旧札」と「新札」に分かれたうえでアドリブを交えながら論戦を展開した。ちなみに、藤本は聖徳太子、角は岩倉具視、近藤は伊藤博文を演じていた。
あどラン実験劇場　邦楽とセッション
MBSアナウンサー室が1986年度アノンシスト賞・テレビ番組部門の最優秀賞を受賞した三番勝負企画で、同年8月6日に放送。斎藤努による進行の下で、鼓奏者の藤舎呂悦と和笛奏者の藤舎推峰を相手に、高村・蜂谷・高梨欣也が得意分野のアナウンスメントで和笛・鼓とのセッションに挑んだ。ちなみに、蜂谷は架空競馬実況、高梨は架空のニュース原稿読み、高村は『平家物語』那須与一の段の朗読を披露。それぞれのアナウンスメントの合間に、和笛や鼓が鳴らされる趣向になっていた。

#### その他
秋深し…アナ大喜利
藤本の司会で、高梨、角、野村、板倉などが参加した。
人気芸人の新ネタ披露
角と野村の司会で、やすしきよしなどをゲストに迎えた。角と野村が、前座扱いで漫才を披露したこともある。

## テーマ曲
- 最初期には、フュージョン・バンドメゾフォルテの「ガーデン・パーティ」をテーマ曲に用いていた。
- 後に、オープニング曲はカシオペアの「Fightman」となり、アナウンサー全員が手拍子で盛り上げる様をバックにスポンサー企業の紹介がなされていた。
- 1992年1月から使われていたCM前のジングルは、キダ・タローの作曲に高梨、平松邦夫、来栖正之、千葉猛、水野晶子、関岡香、岩城潤子、高井美紀のコーラスを配したものである。
  - このジングルについては、メロディーがよみうりテレビ（毎日放送と同じ在阪の民放局）における当時のステーションジングルに酷似していることが指摘されていた。当番組では、この指摘を逆手に取る格好で、『MBSナウ』（毎日放送が当時日曜以外の曜日に関西ローカルで放送していたニュース番組）のパロディ映像を制作。1992年2月5日に、この映像を実際に放送した。この映像には、当時のキャスター陣から平松邦夫を「キダの盗作疑惑の一部始終を伝えるニュースキャスター」という役回りで登場させた一方で、よく見聞きしていればパロディと分かるような以下の演出が施されていた。
    - オープニングに流れるテーマソングが一世代前（平松がニュース原稿を読む場面のセットと明らかに世代が合わない）。
    - オープニングの提供スポンサーが全て、キダがCMソングを手掛けた企業である。
    - キダが病院から連行されるシーンで使用されている検察の車が、明らかにタクシーである（ガラスに料金が書いてある）。
    - 裁判のシーンに登場する弁護士を、角が演じていた。また、当番組と同じ放送枠で火曜日に放送されていた『新・たかじんが来るぞ』から、新野新とやしきたかじんが証言者として登場していた。
      - ちなみに、キダは2024年5月14日（火曜日）に93歳で永眠。毎日放送では、2日後（16日）の『よんチャンTV』の冒頭でキダの訃報を伝えた際に、上記のパロディ映像から「報道記者」に扮した田丸一男が検察の車へ乗り込もうとするキダにマイクを向けているシーンの映像を流している。
- エンディングテーマには、パティ・ペイジの「Hush, Hush, Sweet Charlotte」を採用。この曲をBGMに、放送日までの1週間のニュースを映像で振り返るエンディングがこの番組の名物の1つになっていた。当番組が終了してからも、毎日放送のアナウンサーがパーソナリティを務めるラジオ番組を、この曲で締めくくることが相次いでいる。

## スタッフ
- 企画 - 毎日放送アナウンサー室
- 構成 - 水野重之、越坂哲司 → 藤田智信 → 東野ひろあき
- 演出 - 渡辺高志 → 小川智 → 高垣伸博 → 田渕伸一
- プロデューサー - 牧ひろし → 柳川正邦 → 安田公一 → 斎藤努
- 制作協力 - 大阪東通（現・関西東通）、東通企画、Express ほか
- 製作著作 - 毎日放送

## 補足

### 番組開始までの経緯
MBSラジオでは1979年12月30日に、近藤・松井の司会で『毎日放送アナウンサー全員集合』という特別番組が放送された。1983年5月に毎日放送の社内でテレビ番組の企画を募集した際に、期限の1週間前になってもアナウンサー室から全く企画が出ていないことを憂慮した小池室長の依頼で、近藤と斎藤がアナウンサー総出演の番組を構想。近藤・斎藤が夜を徹して会議室に籠もったものの、妙案がなかなか浮かばなかった。そこで2人は、「絶対に実現しない話」として、アナウンサー総出演の番組を近藤曰く「ヤケクソ」で企画。この話を企画書にまとめて提出したところ、同年8月に新番組の企画として正式に採用された。その意味で、『毎日放送アナウンサー全員集合』はこの番組のパイロット版と言える。
企画の採用当初は、1983年10月からの放送を目指していた。しかし、「（採用決定から実質1か月しかない状況では）準備期間が少なすぎる」との理由で、結局は放送開始を翌1984年1月にまで延期した。近藤によれば、当時アナウンサー室に所属していたアナウンサー全員から出演の承諾を得るまでに、1か月ほどの時間を要したという。ちなみに、最初の企画案では、著名な作家から出されたミッションをアナウンサーに実行させることを想定していたとされる。
番組タイトルの名付け親は青木で、「アナウンサーの持ち味はアドリブにある」という実感に沿って、「あどりぶ」というタイトルを最初に決定。青木が後年述懐したところによれば、毎日放送が当時使用していた千里丘放送センターがエキスポランド（後のEXPOCITY）の近隣地域に建っていたことから、「アナウンサーが集まる楽しい場所」というニュアンスで「ランド」を後ろに付けたという。

### 最終回
当番組は、1998年3月で、14年3か月間にわたる放送に幕を閉じた。最終回では放送時間を2時間に拡大したうえで、番組放送開始時の最年少アナウンサーだった柏木宏之（1984年入社、2018年2月の定年後も「シニアスタッフ」扱いで2023年2月まで在職）と、番組終了時の最年少アナウンサーだった中村香奈（1997年入社、後に他の部署への異動・退社を経てフリーアナウンサーへ転身）が進行を担当。出演者全員で過去のVTRを見ながら、番組の歴史を振り返った。

### 放送終了後
1999年10月11日から2021年3月12日までMBSテレビで平日の午後に放送していた『ちちんぷいぷい』では、「よってたかってインタビュー」へゲストで出演した著名人の訃報を伝える場合に、出演時の映像を流しながら紹介している。
2015年3月25日放送分の14時台「きょうの☆印」のコーナーでは、同年19日に逝去した桂米朝追悼特集の一環として、1989年放送の「よってたかってインタビュー」から、当時入社1年目の馬野が米朝に質問したシーンの映像を流した。
2019年7月11日放送分のオープニングで竹村健一（同年9日に89歳で逝去）の訃報を伝えた際には、1985年放送の「よってたかってインタビュー」から、近藤光史による進行の下で井上光央と吉田智子（いずれも当時のベテランアナウンサー）が竹村に鋭い質問を投げ掛けたシーンの映像を流した。
『ちちんぷいぷい』の放送終了後も、関西地方への縁と「よってたかってインタビュー」への出演経験があった著名人の訃報を受けて追悼特別番組を制作する場合に、出演時の映像を使用することがある（2021年8月24日に関西ローカルで放送された『追悼　笑福亭仁鶴さん～天国ってどんなんかなー～』など）。
2022年11月14日から月曜日の未明（日曜日の深夜）で放送を開始した『発掘!アーカイブ探検隊』（毎日放送で過去に放送された番組の再放送を現役アナウンサーによるナレーション・進行・解説付きで月に1回程度実施する番組）では、第1回の放送に際して、当番組で最高視聴率を記録した1985年11月6日放送分（同月2日に日本シリーズを初めて制覇したばかりの阪神タイガースの選手から掛布雅之を角の進行で「よってたかってインタビュー」に迎えた回）をほぼ全編にわたって取り上げた。その一方で、「漫画トリオ」のメンバー（横山パンチ）時代からテレビ・ラジオを問わず毎日放送で数多くの番組に出演していた上岡龍太郎が芸能界引退後の2023年5月19日に81歳で逝去したことから、同年6月19日未明の放送分では上岡への追悼企画を松井愛（『あどりぶランド』の最終盤に出演していたアナウンサー）の進行で編成。毎日放送（テレビ）では「上岡龍太郎」という芸名で司会を務めたレギュラー番組が（最後発局のテレビ大阪を除く）他の在阪民放テレビ局に比べて少なかったことを背景に、本人が41歳の時（1984年3月14日）と45歳の時（1987年9月2日）に出演していた「よってたかってインタビュー」のアーカイブ映像を流した。

#### 『痛快!明石家電視台』でのシリーズ企画「MBSアナウンサー大集合スペシャル」
1990年4月6日からMBSテレビで放送中の『痛快!明石家電視台』では、毎日放送本社内のスタジオで隔週月曜日に公開収録を実施することを背景に、2014年から2020年まで年に1 - 2回のペースで「MBSアナウンサー大集合スペシャル」を編成。2016年までは、スタジオへ出演しないアナウンサーの中から、柏木がナレーターを務めていた。
2014年4月7日に放送された「明石家電視台アナウンサー大集合スペシャル」の収録（同年3月17日）には、当時毎日放送に在籍していた36名のアナウンサーのうち、（当時アシスタントだった松本麻衣子を含む）26名が集結した。当番組の放送終了後に、同局のアナウンサーが同じ番組にほぼ全員出演するのは、テレビ・ラジオを通じてこの収録が初めてである。当番組への出演経験があるアナウンサーからは、上泉・武川（同番組の元アシスタント）・馬野に加えて、加藤康裕・来栖正之・亀井希生・西靖・近藤亨・関岡香・高井美紀・古川圭子・松井愛が収録に参加した。
2015年には、「明石家電視台アナウンサー大集合スペシャル第二弾」と称して、5月4日と18日の2週にわたって放送した。4月13日の収録では、当時毎日放送に在籍していた36名のアナウンサーのうち、（アシスタントの豊崎由里絵を含む）21名が集結。他番組の放送済み映像を交えながら、「過去の失敗談」「他のアナウンサーへの愚痴」などをテーマにトークを展開した。前年に続いて、収録日（月曜日）の夕方にテレビ・ラジオの生放送番組でレギュラーを務めているアナウンサー（西・亀井など）は、途中から収録に参加。同年採用の新入社員15名も収録に同席していたため、5月4日放送分では、研修中の新人アナウンサー（玉巻映美・藤林温子・森本尚太）を紹介した。
2016年には、「MBSアナウンサースペシャル」というタイトルで、8月8日の深夜（9日の未明）に第1弾、9月12日の深夜（13日の未明）に第2弾を放送した。7月24日の収録では、当時毎日放送に在籍していた39名のアナウンサーのうち、（アシスタントの豊崎を含む）25名が集結。第1弾では、河田・松井愛・大吉がリポーターを務めた番組で遭遇したハプニングの映像を流したほか、当番組の名物企画であった「なんでも実況」を、スポーツ実況経験者（馬野・上泉・近藤亨）とレギュラー陣（中川家礼二・間寛平・村上ショージ）の対抗戦形式で復活させていた。第2弾では、西・武川の進行による「お悩みニュース」、過去の出演番組における松川浩子・松本のハプニング映像、阪神タイガース外野手時代の金本知憲の記録にまつわるスポーツアナウンサー（森本栄浩・仙田和吉）の実況音源などを放送している。
2017年には、「実際どうなん!?」（2016年9月の番組リニューアルを機に始まったレギュラー企画）の特別編として、9月11日の深夜（12日の未明）・18日の深夜（19日の未明）に「MBSアナウンサースペシャル」を放送。収録には、当時毎日放送へ在籍していた36名のアナウンサーのうち、（アシスタントの豊崎や前年までナレーターを務めていた柏木を含む）18名が参加した。この年はアナウンサー室の事情にまつわるテーマトークが中心で、後輩アナウンサーに怖さを感じさせるベテラン女性アナウンサー（武川・古川・松井愛）同士の内輪話や、アナウンサー室に代々伝わる奇妙な体操などを披露。司会のさんまが、放送の約2ヶ月前（7月3日）に結婚を発表した豊崎、元・アシスタントの武川、夫婦揃って出演した亀井・古川など、他局に比べて社内結婚のアナウンサーが多いことを指摘する一幕もあった。
2018年には、「実際どうなん!?」の特別編として、10月29日の深夜（30日の未明）・11月5日の深夜（6日の未明）に「MBSアナウンサースペシャル」を編成。収録には、当時毎日放送へ在籍していた（嘱託契約扱いの「シニアスタッフ」を含む）38名のアナウンサーのうち、第6代アシスタントの豊崎、10月31日付で定年を迎えた赤木誠（翌11月1日から「シニアスタッフ」へ移行）、新人アナウンサーの辻沙穗里・三ツ廣政輝を含む18名が参加した。ちなみに、豊崎は12月1日から第1子の懐妊に伴う産前産後休暇を控えていたため、11月5日放送分でレギュラー出演を終了。翌週（12日放送分）から第7代のアシスタントを務める辻は、この企画で『痛快!明石家電視台』に初めて登場した。
2019年には、11月25日の深夜（26日の未明）に「実際どうなん!?　MBSアナウンサー22人」を、通常より放送枠を10分拡大したうえで23:56 - 翌1:03に編成。収録には、当時毎日放送へ在籍していた（嘱託契約扱いの「シニアスタッフ」を含む）37名のアナウンサーのうち、第7代アシスタントの辻、歴代アシスタントの武川・松本・豊崎、新人アナウンサーの野嶋紗己子・清水麻椰などが「ベテラン」と「若手」に分かれる格好で参加した。ちなみに、豊崎は第1子（長男）の育児を優先すべく、収録の直後（10月30日）に毎日放送を退職。放送の時点でフリーアナウンサーに転身していたため、この収録が同局アナウンサーとしての最後の仕事になった。
2020年には、10月26日の深夜（27日の未明）に「実際どうなん!?　MBS若手アナウンサースペシャル」をレギュラーの放送枠（23:56 - 翌0:53）で編成。新型コロナウイルスへの感染拡大防止策の一環で、当時毎日放送へ在籍していた（「シニアスタッフ」や新人アナウンサーの川地洋平・山崎香佳を含む）37名のうち、収録に参加するアナウンサーを、「若手」（収録時点での社歴が10年以下のアナウンサー）を中心に12名まで絞り込んだ。ただし、藤林が9月12日にからし蓮根 (お笑いコンビ) の伊織と結婚したことから、収録の途中には伊織と相方の杉本青空が飛び入りで参加。辻が第1子の懐妊に伴って10月12日放送分でアシスタントを降板していたことから、レギュラー陣の1人である稲田直樹（アインシュタイン）が「新人アナウンサー・稲川淳子」に扮してアシスタントを務めるなど、例年の「アナウンサースペシャル」とは異なる趣向も見られた。ちなみにエンディングでは、辻の後任（第8代アシスタント）に山崎を起用することが、「若手のお目付役」の1人として収録に参加していた武川から発表されている。
2021年・2022年には放送されなかったが、2023年1月2日（月曜日）に、「明石家電視台新春スペシャル　MBSアナウンサー　イチバンは誰だ」（休止期間中に始まったレギュラー企画「イチバンは誰だ」の特別版）として13:30 - 15:00に放送。当時毎日放送へ在籍していた（「シニアスタッフ」、アシスタントの山崎、新人アナウンサーの海渡を含む）38名から（アシスタント経験者の武川・松本・辻とナレーター経験者の藤林を含む）23名がスタジオへ集結したほか、大吉がアナウンスセンター内で他のアナウンサーによる会話の模様などを撮影した映像が放送された。
2017年4月から9月までの『ちちんぷいぷい』金曜日では、「行けばわかるさ!絶景散歩」（前年5月から月1 - 2回のペースで放送してきた前田阿希子アナウンサー担当のVTRロケコーナー）をスポンサー付きの毎週放送へ移行したことを機に、前田以外の現役アナウンサーも週替わりでリポーターを任されていた。なお、前田は結婚とドバイへの移住を控えていたため、2017年9月30日付で毎日放送を退社。同年10月から2019年3月までは、週替わりリポーターの1人であった玉巻が、前田の後任扱いで金曜日のアシスタントと「絶景散歩」のレギュラーリポーターを兼務していた。

#### 『三度の飯よりアレが好き!』
MBSテレビがスポーツ中継や特別番組を編成しない土曜日に、2022年4月30日から2023年3月25日まで関西ローカルで16:00 - 17:00に放送。「三度の飯（めし）より好き」と言えるほど特定の物事に精通・没頭している人への密着取材をベースに、その物事に秘められた魅力を発掘したうえで視聴者との共有を図っていた。このような趣旨から、取材の対象者には敬意を込めて、放送上「めしよりさん」と称している。
毎日放送アナウンス室→アナウンスセンターの制作で所属のアナウンサーが世代を問わず交互に出演していた従来のレギュラー番組と違って、入社5年目までのアナウンサー（放送開始の時点では辻、三ツ廣、清水、野嶋、山崎、川地、前田春香、中野広大、大村浩士）が、MCと取材ロケのリポートを交互に担当。その一方で、ベテランアナウンサー（放送開始の時点で入社29年目）の亀井希生が、VTRのナレーターとして番組を支えている。
実際には（生中継をはさんだ）生放送の回と収録放送の回が混在しているが、いずれの回もスタジオを使用せず、毎日放送本社M館1階ロビーの一角にゲストを迎えながら進行。MBSテレビが土曜日に『所さんお届けモノです!』（東京支社制作の収録番組）から『住人十色』（本社制作の収録番組）まで自社制作のレギュラー番組を関西ローカル向けに10時間連続で編成する2022年10月以降も、この年にアナウンサーとして入社したばかりの海渡未来をメンバーに加えたうえで放送を続けていた。ただし、土曜日に放送されるとは限らず、編成上の事情から日曜日の午後（「MBSサンデースペシャル」枠）に組み込まれる週もあった。2023年3月25日（土曜日）で放送を終了。
なお、毎日放送は大阪マラソンの関西ローカル向け生中継を、2010年の第1回大会から読売テレビと分担。第11回大会の開催（2023年2月26日）に際しては、河田が初めて参加するフルマラソン・一般の部を主体に、『三度の飯より応援が好き!～みんなでかける虹。大阪マラソンスペシャル～』というタイトルで13:00 - 14:00に生中継を実施している。この中継では、山崎がMC、前田春香と海渡が沿道からのリポート、河田や大会のボランティアスタッフを事前に取材したVTRのナレーションを亀井が担当。さらに、山崎が進行する毎日放送本社内のスタジオからなすなかにし（那須晃行・中西茂樹）が「応援ゲスト」、33km地点（四天王寺東大門前の折り返し点）からの生中継で森脇健児が「大阪マラソン100万人の応援団長」との肩書で海渡と共に出演していた。

#### MBSラジオのナイターオフ期間限定・平日夜間の番組群
2007年度には、「MBSどっと!アナ」というレーベルの下で、毎日放送の現役アナウンサーだけをパーソナリティに起用した自社制作の生放送番組を日替わりで編成。2009 - 2011年度に帯番組として放送された『MBSたびぐみ とっておき旅ラジオ』でも、日替わりで担当するパーソナリティを、同局の現役アナウンサー（いずれも放送時点）に限っていた。
「スマラジw」というレーベルを設けた2016年度には、金曜日のレーベル枠に『ナジャとアナの虹色レインボー』という生放送番組を編成。一部の回を除いて、放送時点での現役アナウンサー から1名（または2名）が、ナジャ・グランディーバ（メインパーソナリティを務めるドラァグクイーン・タレント）のパートナーを交互に務めた。この趣向は、後継番組である『ナジャ・グランディーバのレツゴーサタデー』（2017年度以降のナイターイン期間に不定期で生放送）→　『ナジャ・グランディーバのレツゴーフライデー』（2017年度以降のナイターオフ期間に「MBSヨル隊」金曜枠で生放送）でも、2019年度・2022年度の『レツゴーサタデー』を除いて一部のコーナーで引き継がれている。

#### MBSラジオの通年番組
2018年の4月改編から2021年10月1日までは、当番組にちなんでタイトルを付けた『あどりぶラヂオ』を、毎週水 - 金曜日の未明に生放送。上泉が当初から毎月（または隔月に）1回のペースで出演したほか、当番組へ出演した経験のある新旧のアナウンサーをはじめ、毎日放送の関係者が日替わりでパーソナリティを務めていた。ちなみに、現役のアナウンサーは2020年6月まで金曜日、以降は木曜日の未明にパーソナリティを交互に担当。担当日には「Hush, Hush, Sweet Charlotte」をエンディングで流しているほか、2021年6月以降の木曜未明放送分では、パーソナリティとは別のアナウンサーが週替わりで朗読する模様を収録した音源を1コーナー扱いで内包していた。
2020年度には、『松井愛のあさカツ♥』（毎週日曜日の7:20 - 7:30に放送されていた松井愛の冠番組）で、一部の月を除いて松井のパートナーを同僚のアナウンサーが月替わりで担当。『桜井一枝のそれそれ!?リクエスト』（2020年4月改編で新設された『マンデースペシャル2』枠で月に1回放送）でも、（嘱託契約扱いの「シニアスタッフ」を含む）アナウンサー1名が、桜井のパートナーとして月替わりで出演していた（いずれの番組も2021年3月で終了）。
毎日放送のラジオ放送事業が「株式会社MBSラジオ」へ移行したことを機に、MBSラジオの通称が「Mラジ」（エムラジ）に変更された2021年4月から9月までは、『エムラジ♪ミュージックBOXサンデー』（毎週日曜日の7:00 - 7:20に放送されていた事前収録の音楽番組）のパーソナリティを毎日放送のアナウンサー1名が交互に2週単位で務めていた。
2021年の10月改編から平日の夕方に設けられている「夕方もポチっとMラジ」レーベルの生ワイド番組のうち、2023年4月3日から月 - 木曜日（16:50頃から）の8分間に設けられている「ポチっとMini枠」（1週間を通じて同じ人物が進行する事前収録コーナー）には、一部の週を除いて毎日放送のアナウンサーから週替わりで1名が出演。松本が声を吹き込んだ音源をタイトルコールやナレーションに用いているほか、放送を始めてから2週目（4月10日 - 13日）には、松本自身も本編への出演を果たしている。

#### 毎日放送アナウンサー室のプロジェクト「コトノハ」

##### 朗読イベント
毎日放送のアナウンサー室では、『あどりぶランド』を放送中の1995年から、絵本の朗読イベントをほぼ毎年開催。同局の現役アナウンサーが企画から朗読にまで携わることが特徴で、2010年までは「おはなし夢ひろば」（おはなしゆめひろば）、2011年には「クリスマスのおくりもの」、2012年・2013年には「ものがたりの世界」というタイトルを用いていた。2014年以降は、「MBSアナウンサー　コトノハ　ものがたりの世界」というタイトルで開催している。

###### 概要
「ゲームやテレビに夢中になっている今の子どもたちに、『本を読む楽しさ』『耳からお話を聴く楽しさ』を知ってもらいたい」という思い から、毎日放送の現役アナウンサーによる朗読活動の一環として開催される有料のイベント。公演での朗読やナレーションにとどまらず、企画、朗読作品の選定、PR、生放送番組におけるチケット先行予約の電話受付、イベント会場内のアナウンスなどを毎日放送のアナウンサーで分担している。
出版文化産業振興財団（JPIC）の読書アドバイザーや絵本講師の資格を有する関岡香（2017年6月から2年間アナウンス部長を兼務）や、一時アナウンスセンター長を兼務した加藤康裕（2019年4月30日付で早期定年退職）が、長年にわたって公演のプロデュースや運営を担当。2017年頃からの公演では、河田直也がリーダー、上田悦子がサブリーダーを務めている。ただし、アナウンサーとしての業務と並行しながら開催されるため、出演するアナウンサーの顔触れ・人数や開催の時期は公演ごとに異なる。また、今後の公演での朗読を希望する作品のリクエストを観客などから受け付けたうえで、その一部を公演で採用することもある。
有料のイベントではあるが、収益金の一部（当初は全額）を公益社団法人毎日新聞大阪社会事業団へ寄託。当初は阪神・淡路大震災、2011年12月24日に開催された「クリスマスのおくりもの」以降の公演では、同年に発生した東日本大震災の影響で学業の継続が困難になった児童への教育支援に充てていた。その一方で、2019年の第30回公演では寄託の目的を平成30年7月豪雨（2018年）、2024年の第35回公演では能登半島地震（1月1日発生）における被災地域の復興支援に変更。いずれの公演でも、出演アナウンサーの一部が、終演後に「MBS災害支援募金」の受付も担当している。
その一方で、MBSラジオでは、朗読を収録した音源の一部で構成する公演のダイジェスト番組を公演後に放送。公演のタイトルを「MBSアナウンサー　コトノハ　ものがたりの世界」に改めてからは、現役アナウンサーによるスタジオでの朗読だけで構成した特別番組を、『MBSアナウンサー　コトノハ』名義で随時編成している。

###### 略歴
第1回は、毎日放送が本社（大阪市北区茶屋町）の2階で当時運営していたギャラクシーホール（2019年1月から生中継対応型の情報番組向けフロア「ライブセンター」として使用）のオープン5周年記念企画として、1995年8月19日・20日に同ホールで開催。当時の現役アナウンサーから高梨欣也・高村昭・吉田智子・岩城潤子が出演した。第1回では、入場料を1人500円に設定したにもかかわらず、観客は加藤を含めても4人だったという。ただし、公演を重ねるうちに、公演や会場の規模を拡大。チケット（座席指定券）の前売段階でほぼ満席になる公演も相次いでいる。
2010年までは「おはなし夢ひろば」というタイトルで開催されたが、2011年の「クリスマスのおくりもの」 を経て、2012年から「ものがたりの世界」に変更。2012年の「ものがたりの世界」からは、長谷川義史（絵本作家）とのコラボレーション企画を織り込んでいる。特別企画の実施（詳細後述）による2016年の中断を経て、2017年から「MBSアナウンサー　コトノハ　ものがたりの世界」というタイトルで再スタートを切った。
「おはなし夢ひろば」の第3回（1997年）で日本国内の舞台作品としては初めて「あらしのよるに」を演目に入れた ほか、2018年の公演で「永野宗典（ヨーロッパ企画）のオリジナル脚本に基づくアナウンサー2名だけの寸劇で朗読をつなぐ」という構成、2019年の公演でプロジェクションマッピングと連動したステージ演出を初めて採用するなど、公演ごとに新しい試みへ取り組んでいる。
会場については、2010年まで毎日放送本社内のギャラクシーホール、2001年 から2003年 まで毎日新聞大阪本社内のオーバルホール、2004年 にIMPホール、2007年にリサイタルホール、2005年・2006年 および2008年 以降はシアターBRAVA!（いずれも大阪市内）を使用していた。毎日放送が大阪ビジネスパーク（大阪市中央区）で運営していたシアターBRAVA!が「一時閉館」扱いで2016年5月31日に閉鎖されたことから、2017年以降は大阪府豊中市の豊中市立芸術文化センターで3月上旬の日曜日に開催している。2019年3月3日に同センターで開催された公演で、通算の公演回数が30回に達した。
なお、1996年の第2回までは、1日1公演のペースで2日間にわたって開催。1997年から開催日を1日に限っているが、2001年から2003年までは、年に2回開催されていた。昼夕2公演体制へ移行した2008年以降は、昼公演に児童・家族向けの絵本、夕公演に大人向けの短編小説やエッセイを朗読する構成が定着。2012年からゲスト扱いで出演している長谷川は、昼・夕両公演とも自身の作品などを朗読するほか、公演のポスターを書き下ろしている。
また、2020年には、3月1日に豊中市立芸術センターで第31回公演の開催を予定していた。しかし、同年の初頭から日本国内で新型コロナウイルス（COVID-19）への感染が広がっている影響を踏まえて、開催を中止することを2月25日に発表。公演の代替措置として、出演を予定していたアナウンサーの一部 や長谷川が非公開の「ちゃぷらステージ」（毎日放送本社M館1階）で一部の作品を朗読する動画の無料ライブ配信を、昼公演の開催を予定していた時間帯（14：00 - 16:00）に YouTube上の毎日放送アナウンサー室公式チャンネル や MBS動画イズム を通じて実施した。さらに、YouTubeの同チャンネルでは、アーカイブ動画を3月31日まで無料で配信。例年は公演の後にMBSラジオで放送されているダイジェスト番組については、ライブ配信での朗読音源・出演アナウンサーへのインタビュー音源を交えながら朗読の舞台裏を河田・松本が紹介する内容に変更したうえで、当初の予定に沿って3月21日（土曜日）の16:15 - 17:43に放送した。
2021年にも、前年と同じ事情で、3月7日（日曜日）の14:00からインターネットでのライブ配信方式で開催。バイク川崎バイクが執筆した短編小説「電話をしてるふり」など6作品を総勢20人のアナウンサーで朗読したほか、藤林と三ツ廣の進行によるダイジェスト番組を、20日（土曜日）の16:10 - 17:40にMBSラジオで放送した。ちなみに、3月5日（金曜日）の『ちちんぷいぷい』では、ライブ配信の告知を兼ねて上田悦子・松本麻衣子・井上雅雄が「歌が聴こえる」（バイク川崎バイクのショートショート）の群読を生放送で披露。この模様が第46回（2020年度）アノンシスト賞の全国審査会で高く評価された結果、3人は「テレビ　読み・ナレーション部門」の優秀賞を共同で受賞した。
2022年には、3月6日（日曜日）に豊中市立芸術センターで昼夕2回公演を開催した。ホールに観客を入れた有料公演としての開催は3年振りで、再開に際しては昼・夕公演で演目を統一。2019年入社の清水麻椰・野嶋紗己子にとっては3年越し、2020年入社の川地洋平・山崎香佳にとっては2年越しの「公演デビュー」の場にもなった。両公演とも再開前に続いてホール内で「MBS災害支援募金」を受け付けていたものの、新型コロナウイルスへの感染拡大防止策として「終演後に観客を客席のブロック単位で強制的に退場させる」というルールを新たに設けたこともあって、「アナウンサーの一部が終演後に受付を担当する」という再開前の体制の復活を見合わせた。
2023年には、3月5日（日曜日）に豊中市立芸術センターで昼夕2回公演を開催。公演に際しては、アナウンサーに朗読して欲しい作品のリクエストを、2022年公演の直後から同年9月30日まで公式サイトなどで受け付けていた。朗読に参加したアナウンサーは（第一子の懐妊に伴う産前産後休暇入りを翌日に控えていた玉巻映美・前年の公演後に3ヶ月間休職していた藤林温子・2021年入社組からただ1人出演の前田春香・2022年入社の海渡未来を含めて）総勢17名で、公演のサブリーダーを担う松本が設定した「Alive（生きてる）」というテーマの下に、最後の演目（長田弘の詩『最初の質問』の群読）を除いて昼公演と夕公演で別々の作品を朗読した。昼夕2回のホール公演では4年振りの構成であったが、MBSラジオでは例年より若干早く、公演のダイジェスト番組を開催から2週間後の3月19日（日曜日）に『MBSサンデー・カルチャーナイト』枠（20:00 - 21:00）で放送。「MBS災害支援募金」ではアナウンサーによる終演後の受付を昼・夕公演とも条件付きで再開したものの、トルコ・シリア地震が日本時間の2月6日から断続的に発生したことを受けて、会場内で集まった募金の全額と収益金の一部を被災地域の復興支援へ充てることを急遽決定した。長谷川をゲストに迎えてからの名物企画である「ライブペインティング」（長谷川が自身の作品を読んだり観客に向けて話したりしながら内容に見合った絵を即興で描くパフォーマンス）でも、「朗読に参加したアナウンサーから1名（昼公演では武川智美・夕公演では松井愛）が打ち合わせ抜きで繰り出すトーク（公演のテーマにちなんで『生きてる』と実感した話）を傍らで聴きながら、その話の展開に合わせた絵を即興で描いたうえで、終演後にロビーで展示する」という初めての試みが為されている。
2023年の昼公演については、当時シニアアナウンサーだった高井美紀も朗読に参加することが、2022年末の時点で告知されていた。しかし、公演に向けて準備中だった1月25日に高井が急逝したため、当初は夕公演にのみ出演する予定だった関岡が昼公演にも参加。また、公演のリーダーを任されていた河田が、進行に専念していた昼・夕公演ともフィナーレの挨拶で高井を偲ぶ一幕があった。翌2024年の公演では、朗読に参加したアナウンサー全員がフィナーレの挨拶で登壇した際に「撮影タイム」（アナウンサーの集合写真を観客が撮影できる時間）を昼・夕公演とも設けたほか、この時間内で撮影された写真に限ってSNSで公開することを初めて認めている。
ちなみに、長谷川は2012年の公演へ初めて出演したことを機に、2012年4月から10年にわたって「とびだせ!えほん」（2020年度まではMBSテレビ平日午後の情報番組『ちちんぷいぷい』木曜日→2021年度のみ土曜日午後の情報番組『土曜のよんチャンTV』で月に1 - 2回放送されていたVTRロケコーナー）のリポーターと作画を担当。2022年6月18日から『三度の飯よりアレが好き!』内で月に1回（基本として最終週に）放送されていた「三度の飯よりあの街が好き!」（事実上の後継企画）にも前田春香とのコンビで出演していたほか、上泉の司会で2023年4月16日から土曜日の早朝（7時台の前半）に編成されている『グッジョブ!』（関西ローカル向けの生放送番組）では、「とびだせ!えほん」（長谷川の単独出演による新録版）が同年5月13日から不定期で放送されている。

###### 特別企画
毎日放送のアナウンサー室では、上記の有料公演に加えて、「ちゃぷらステージ」などで入場無料の公開朗読イベントを年に数回開催している。
シアターBRAVA!を「一時閉館」扱いで閉鎖した2016年には、5月29日（日曜日）の15:00から、「ありがとうBRAVA!MBSアナウンサー大集合!」と称する有料のファイナルイベントを開催。当番組と同様に、同局のアナウンサーが一堂に会する とともに、「100万回生きたねこ」などの集団朗読、「ニュースで遊びまSHOW」（即興や出身地の方言による架空ニュースのアナウンスバトル）、「アナウンサー事件簿」「アナウンサーの秘密」というテーマでのフリートーク、隠し芸を2時間にわたって披露した。また、同年4月に熊本地震が発生したことを受けて、終演後には一部のアナウンサーがロビーで「MBS熊本地震支援募金」を受付。その結果、総額で30万2,264円の支援金が観客から寄せられた。
2016年10月13日から16日まで実施された毎日放送開局65周年記念特別企画「MBSプロデュース　豪華客船　神戸発着3泊4日の旅『ドリームズ・カム・クルーズ』」（クルーズ客船「ぱしふぃっくびいなす」のチャーターによる有料のスペシャルツアー）では、大吉洋平（現役アナウンサー）、豊崎由里絵（当時は毎日放送の現役アナウンサー）、近藤光史（同局出身のフリーアナウンサー）および、山本浩之（関西テレビ出身のフリーアナウンサー）がツアーの全行程に同行。最終日（16日）には、乗客向け船上イベントの一環として、以上4名の出演による「コトノハ朗読会」を開催した。近藤光史は、2018年の「コトノハ」昼公演でも、スペシャルゲスト扱いで長谷川と共に『七福神の大阪ツアー』（くまざわあかね原作の児童書）の集団朗読へ参加している。
なお、姫路文学館（兵庫県姫路市）を皮切りに毎日放送の主催で2022年6月25日から実施されている「とびだせ!長谷川義史展」（長谷川の作品展）では、同年7月18日（月曜日・海の日）に「長谷川義史絵本ワールド～MBSアナウンサー　コトノハ朗読会」（予約定員制の有料イベント）を館内で開催。開催時点での現役アナウンサーから、姫路市出身の松本麻衣子、兵庫県内の他地域出身の上泉雄一・清水麻椰・大村浩士、大阪府出身の上田悦子が、長谷川の作品を中心に絵本の朗読へ臨んだ。

##### 派生番組『コトノハ図鑑』
前述した「コトノハ　ものがたりの世界」からの派生企画として、毎日放送のアナウンサー室が、『あどりぶランド』の終了から20年振りに復活させたアナウンサー主体の事前収録番組。「人が生み出した最高のコミュニケーションツール『コトノハ（言葉）』を 深く知れば、人生が少し豊かになる!」というキャッチフレーズと、「広大な言葉の世界の取材を通じて『コトノハ図鑑』を完成させる」という目標の下に、毎回数名のアナウンサーがロケの企画・取材・報告やクロストークを通じて「コトノハ（言葉）」の世界を深く掘り下げていた。
放送上は、アナウンサー室を「『コトノハ図鑑』の編集部」、所属するアナウンサー全員を「『コトノハ図鑑』の編集者」に設定。2 - 3名のアナウンサーによるロケパートと、ロケパートの内容に沿った（ロケ担当者を含めた）若干名のアナウンサーによるトークパートで構成していた。
トークパートの収録には、基本としてアナウンサー室のオフィスの一角（毎日放送本社M館内のフロア）を使用。収録中には、「コトノハ図鑑編集部」という看板を掲げている。ただし、取材先や公開収録イベントのステージなど、アナウンサー室以外の場所でトークパートを収録することもあった。

###### パイロット版
『あどりぶランド』の終了からおよそ20年後の2018年5月12日（土曜日）の0:20 - 1:20（11日（金曜日）の深夜24:20 - 25:20）に放送。「コトノハ（言葉）」にちなんだ3本の取材企画を中心に構成した事前収録番組で、毎日放送が制作する単独の番組としては、当番組の終了以来20年振りに現役アナウンサー（放送時点では35名） の大半（25名）が出演した。
放送時点の現役アナウンサーで社歴が最も浅かった（当時入社4年目の）森本尚太・玉巻・藤林が全体の進行、福島暢啓・松川浩子、河田・武川智美・千葉猛、仙田和吉・玉巻が取材を1本ずつ担当。その結果、2018年7月13日の未明（12日の深夜）から、毎週金曜日の未明（木曜日の深夜）に30分番組として放送することが決まった。若手アナウンサー時代に『あどりぶランド』へ出演した後に、パイロット版の収録へ参加した上泉雄一（2017年6月からアナウンス室企画担当部長を兼務）によれば、「パイロット版の企画段階からレギュラー化を視野に入れていた」という。

###### レギュラー版
毎回1つの分野の「コトノハ」をテーマに、2 - 3名のアナウンサーが1組単位でロケ取材を担当。ロケパートにもトークパートにも出演しないアナウンサーから、1名が持ち回り方式でナレーターを務めた。「『コトノハ図鑑』の編集者たちが学ぶ姿を『コトノハ（言葉）』に関する視聴者の発見につなげる」という趣旨で構成されているため、テーマに関連する「コトノハ」の専門家（主に京都学園大学→京都先端科学大学人文学部教授の丸田博之）がロケに登場することや、トークパートのみの参加者にロケ担当者が取材内容に関するクイズや「お題」を出すことが多かった。その一方で、あるジャンル（囲碁・将棋・刀剣・弓道など）から派生した意外な日常表現を、取材担当のアナウンサーがミニドラマ仕立てで紹介することもあった。
取材する企画については、ディレクターが担当アナウンサーを指名したうえでアナウンサー室へ随時提案したほか、アナウンサー室内でも現職のアナウンサーから企画書を四六時中募集。企画会議には、上泉や河田など、アナウンサー室の管理職も同席していたという。
2019年には、藤林が『ランウェイで笑って』（毎日放送などの制作で2020年1月12日未明から「アニメイズム」B2枠で放送中のテレビアニメ版）の声優オーディションに合格したことを受けて、「声優のコトノハ」という調査取材を企画。声優デビューまでの舞台裏に先輩アナウンサーの亀井が密着した取材映像を、同企画の一環として12月15日に放送した。
開始当初は、レギュラー版のオリジナル企画として、「アナウンサーがあなたのコトノハお手伝いします」という視聴者参加企画を実施。「コトノハ（言葉）」に関して毎日放送アナウンサーの手を借りたいこと（イベントの司会・実況、音声ガイダンス、啓発アナウンス、代理スピーチなど）を視聴者から募ったうえで、番組スタッフによる選考を経て、依頼に見合ったアナウンサーを派遣した模様を随時収録・放送していた。以降は、上記の調査取材企画に加えて、アナウンサー2名の対決方式による「プレゼンバトル」（毎日放送本社内のスタジオで収録）を放送することがあった。
2019年には、「地方のコトノハ」（日本国内で関西以外の地方の方言を現地ロケを通じて学ぶシリーズ企画）を2回放送。毎日放送と同じJNN・JRN加盟局の現役アナウンサーから、当該地方の出身者がロケに同行していた。
2019年4月7日からは、放送枠を毎週日曜日の早朝（5:45 - 6:15）へ移動。2020年3月16日以降は、本放送から1週間以上経過した放送回のアーカイブ動画を、アナウンサー室のYouTube公式チャンネルから随時配信している。
単独番組としては、2020年3月29日でレギュラー放送を終了。ただし、当番組の趣旨を反映した「へぇ～のコトノハ」（後述）を翌30日（月曜日）から『ちちんぷいぷい』のレギュラーコーナーとして新設することを伴っているため、テレビ番組表では「最終回」として扱われていなかった。最終回では、過去1年9ヶ月の調査・放送内容の総集編を兼ねて、「MBSアナウンサーが役に立ったコトノハ」を放送。『ちちんぷいぷい』でMCを分担する山中と河田が「へぇ～のコトノハ」の告知を兼ねて進行したほか、2019年入社の野嶋紗己子が、最初で最後のナレーションを任されていた。
ちなみに、2020年1月19日放送分の「マイ推しプレゼンバトル2020」では、亀井と近藤亨がビブリオバトルを展開した。亀井と近藤は、この内容が高く評価された末に、2019年度のアノンシスト賞で「テレビ・フリートーク部門」の最優秀賞を受賞。さらに、2016年度以降（他のJNN・JRN加盟局を含めても）該当者がいなかった「グランダ・プレミオ」（表彰対象の全7部門での最優秀賞受賞者の中の大賞）に選ばれた（いずれも共同で受賞）。毎日放送のアナウンサーによる「グランダ・プレミオ」の受賞は、上泉が2007年度に個人で表彰されて以来12年振りで、MBSアナウンサー室の企画番組からは（同室全体で受賞した前述の）『あどりぶランド』に続いての快挙にもなった。

###### 派生番組・コーナー
テレビ
『ちちんぷいぷい』が宮崎放送での同時ネット終了（2020年3月27日）に伴って、同月30日（月曜日）から関西ローカル番組へ戻ることを機に、30日放送分から毎週月・水曜日の15時台に「へぇ～のコトノハ」というスピンオフコーナーを編成した。
「へぇ～のコトノハ」では、『コトノハ図鑑』に続いて、毎日放送の現役アナウンサーが2名1組で調査取材を担当。担当しないアナウンサーから1名を、調査ロケVTRのナレーターに起用している。調査担当者は日替わりで、1回の調査内容を2週にわたって同じ曜日に放送することが多いため、『ちちんぷいぷい』内の報告パート（生放送）では担当者から1名が調査の成果をスタジオで交互に報告している。毎日放送アナウンサー室のYouTube公式チャンネルでは、放送済みの映像から抽出した調査ロケの動画を、放送の当日から順次配信している。
もっとも、2020年の4月第3週に「俳句のコトノハ・前編」（13日＝月曜日）と「マンション名のコトノハ・前編」（15日＝水曜日、いずれも3月下旬に調査ロケを実施）まで放送したところで、企画の中断を余儀なくされた。前述した新型コロナウイルス感染拡大の影響で、毎日放送が4月7日（火曜日）から報道系以外のテレビ番組・コーナーの収録を暫定的に休止していたことや、4月20日（月曜日）から5月29日（金曜日）まで『おうちにいようよ（→あしたのために） ちちんぷいぷい&ミント!』（感染拡大の一因とされる飛沫感染のリスクを可能な限り回避すべく『ちちんぷいぷい』と後枠の総合情報番組『ミント!』の放送枠を暫定的に合体させた生放送番組）を急遽編成していたことなどによる。
『あしたのために - 』の放送期間終了を機に、2020年6月1日（月曜日）から『ちちんぷいぷい』内での放送を再開。再開後は、上記調査の後編の放送を経て、『コトノハ図鑑』で放送済みの調査ロケ映像を改めて紹介すること（事実上の再放送）で暫定的に対応していた。7月20日（月曜日）に放送された「商品名のコトノハ」から、新型コロナウイルスへの感染防止策（フェイスシールドの着用など）を施したうえで、調査ロケを再開。10月第4週からは、月曜分を「SDGsのススメ」（国際連合が定める「SDGs17の目標」関連の取材・報告を17人のアナウンサーで分担する啓発企画）へ変更したことに伴って、週1回（水曜日のみ）の放送へ移行していた。
『ちちんぷいぷい』が2021年3月12日（金曜日）で終了することに伴って、「へぇ～のコトノハ」も3日（水曜日）放送分で終了。最終回では「関西以外の地方の若者にも流行りそうな関西弁」をテーマに、上泉と野嶋が調査ロケ、野嶋がスタジオ報告を担当した。なお、『ちちんぷいぷい』の終了後も、アナウンサー室のYouTube公式チャンネルにおける「へぇ～のコトノハ」「SDGsのススメ」のアーカイブ動画配信は継続。『ちちんぷいぷい』『ミント!』の後継番組として同年3月29日から放送を開始した『よんチャンTV』（平日版）では、「みんなでやろう!SDGs」（「SDGsのススメ」の担当アナウンサーによる啓発映像）を流している。
ラジオ
2020年2月10日（月曜日）には、『HELP YOU!命を救う外国語・・・防災のコトノハ』（ラジオ番組のディレクターを一時務めていた千葉猛アナウンサー（同年8月1日付で報道局クロスメディア部へ異動）の企画・毎日放送アナウンサー室の制作による事前収録の防災特別番組）を、MBSラジオの『MBSマンデースペシャル』枠（19:00 - 20:00）で放送。千葉がプロデューサーとディレクターを務めた ほか、当番組にも出演する現役のアナウンサーを代表して、関岡と福島が英語・中国語・韓国語のネイティブスピーカーから「外国語（英語・中国語・韓国語）による防災のコトノハ」を学んだ。
『コトノハ図鑑』でも、2019年3月8日放送分で「防災のコトノハ」というテーマを設定。来栖正之・河本光正による名古屋大学減災館での調査や、現役のアナウンサーから最低1名が参加する「災害報道訓練」（生放送中に大地震が発生した状況を想定しながら毎日放送の社内で毎晩実施する訓練）の模様を放送している。

###### 関連イベント「コトノハ図鑑 番外!ライブ」
2019年9月から2020年の初頭までは、当番組にも登場するアナウンサーから若干名が出演する予約定員制のトークイベント「コトノハ図鑑 番外!ライブ」を、月に1回のペースで開催していた。

###### 出演者
毎日放送アナウンサー室に所属するアナウンサー（レギュラー放送の開始時点では総勢38名）から、週替わりで4 - 6名がトークパートに出演。年齢・キャリア・担当番組などが異なる2 - 3名のアナウンサーがロケ取材を担当するとともに、トークパートにも参加した。ただし、出演者の組み合わせや、ナレーションの担当者は毎回異なっていた。放送回によっては、福島の声による「ことじい」（アニメーションによるキャラクター）が、ナレーターとしてVTRに登場することもあった。
レギュラー版を30分番組として編成することや、日常業務の合間を縫う格好で収録することから、現役アナウンサー全員が放送上一堂に会することはなかった。ただし、アナウンサー室全体で取り組む「コトノハ」関連の挑戦企画やアンケートには全員が参加。総集編を放送する場合には、過去の放送で取り上げた「コトノハ」を対象にあらかじめ「期末テスト」を実施したうえで、正解率に応じて難易度ランキングを算出していた。その関係で、レギュラー版のタイトル映像には、放送時点でアナウンサー室に在籍するアナウンサー全員の顔写真と氏名を挿入。エンドロールにも、出演の有無を問わず、アナウンサー全員の氏名を表示していた。『ちちんぷいぷい』内で放送する後継企画「へぇ～のコトノハ」でも、開始当初に上記のタイトル映像をほぼ継承。

###### 放送時間
- 2018年7月12日 - 2019年3月28日 　毎週木曜日 24:59 - 25:29（金曜日 0:59 - 1:29）
- 2019年4月7日  -　2020年3月29日 　毎週日曜日 5:45 - 6:15
  - 編成上の事情などから、週によっては、放送時間の変更、放送の休止、過去のレギュラー版の再放送のいずれかで対応。レギュラー版の再放送については、別の曜日・時間帯（祝祭日と重なる月曜日の午前11時台前半など[注 32]）で随時実施するほか、スポーツ中継のフィラー番組として編成されることもある。「へぇ～のコトノハ」への移行後も、このパターンで随時再放送。
    - 2020年12月25日（木曜日）には、『コトノハ図鑑総集編　選び歌「どれにしようかなの秘密に迫る!」完全版』を1:59 - 3:00に放送。レギュラー版で放送されていた「選び歌『どれにしようかなの秘密に迫る!』」シリーズの2回分を1つの番組として構成したもので、完全版の放送に際しては、本放送で調査ロケを担当した玉巻がナビゲーターとして出演するパートを毎日放送本社の副調整室で新たに収録した。

  - MBS動画イズム では、レギュラー版の放送済み動画を、放送終了後から1週間にわたって無料で配信していた（一部の放送回を除く）。2020年3月16日以降は、毎日放送アナウンサー室のYouTube公式チャンネルからアーカイブ動画を無料で配信。
  - Sponichi Annex（『スポーツニッポン』のオンライン版）では、パイロット版から放送の前日に当番組の予告記事を配信。スポーツニッポン新聞社大阪本社発行分の紙面でも、その記事が芸能面に掲載されることがあった。
  - 2018年の最終放送（12月21日未明）では、「生放送スペシャル」として、放送枠を60分（0:59 - 1:59）に拡大。放送の2日後（23日）に有馬記念（JRAが主催する年内最後のG1レース）の開催を控えていることにちなんだ「競馬のコトノハ」をテーマに、来栖正之と藤林による阪神競馬場での独占ロケ取材企画、スポーツニッポン新聞社大阪本社編集局からの生中継（リポーター：大吉）、競馬ファンが集まる梅田（大阪市北区）の「競馬バー」からの生中継（リポーター：三ッ廣）、「MBS競馬アナ三銃士」（来栖・仙田・河本光正[注 33]）の自薦による（自身が実況を担当したMBSラジオの競馬中継からの）「マイベスト実況」、MBSラジオの中継で有馬記念を実況する仙田の架空予想実況を組み込みながら、トークパートで（パイロット版を含めても）唯一の生放送を実施した。なお、後継企画「へぇ～のコトノハ」は、生放送番組の『ちちんぷいぷい』内でレギュラーコーナーとして編成。
  - 2019年には、元旦（1月1日＝火曜日）の7:30 - 8:30に、当番組で初めての『新春スペシャル』を関西ローカルで放送した。2018年12月16日に神戸迎賓館（神戸市須磨区）で実施されたトークパートの収録[注 34] には、放送前日（12月31日）に定年で退職した水野晶子・当時産前産後休暇に入っていた豊崎（2019年3月25日付で職場復帰→同年10月31日付で退社）を除く女性アナウンサー全員（12名）と、男性アナウンサー16名が参加[36]。2019年で年男（48歳）になる西と、収録時点で社歴が最も浅く、同年で年男・年女（24歳）になる辻・三ツ廣（いずれも入社1年目）が和装で進行を担当した[注 35]。2020年にも同様の趣向で、元旦（水曜日）の7:30 - 8:30に『新春スペシャル』を放送[37]。いずれも、視聴者へのプレゼント企画と連動した出演者全員向けのクイズを随所で実施するとともに、正解者数に応じてプレゼントの対象人数を決めていた。
    - ちなみに、亀井と近藤亨が2019年度のアノンシスト賞で「グランダ・プレミオ」を受賞するきっかけになった「マイ推しプレゼンバトル2020」は、2020年分の『新春スペシャル』と合わせて2019年末に収録。両者によるビブリオバトルと、武川と大吉による「手土産プレゼンバトル」の2本立てで、2020年分の第2回（レギュラー枠としては第1回）放送に組み込まれていた。

  - 『新春スペシャル』については、「へぇ～のコトノハ」へ移行後の2021年にも、1月1日（金曜日）の7:30 - 8:30に『ちちんぷいぷい特別編　へぇ～のコトノハ新春スペシャル2021』として放送。当番組の終了直前に開設されたアナウンサー室のYouTube公式チャンネルから、本編の動画を放送後に配信している。『ちちんぷいぷい』終了後の2022年には、放送枠を6:30 - 8:30に拡大した[注 36]うえで、『2020MBSアナウンサー初詣スペシャル!～関西2府4県福巡り～』[注 37]として編成。
- 放送枠を日曜日の早朝に移動してからは、TBSテレビが海外から放送するスポーツ中継（マスターズ・トーナメントなど）を全国ネットで編成する週に、当番組の放送を休止することがあった。

###### スタッフ
- チーフプロデューサー：北野弘（アナウンサー経験者ではないが、制作畑の出身で放送開始時点でのアナウンスセンター長）、横田一
- プロデューサー：藤原大輔、中口慶三
- チーフディレクター：阿部淳人
- ブレーン：高井祥、蔭岡翔
- タイトル：鵜飼あゆみ
- アートプロデューサー：前原清花
- デスク：谷口舞佑子
- 宣伝：水野愛美
- 技術協力：放送映画、リベンジ、フィラメント、チョコフィルム、ちゅるんカンパニー
- 美術協力：毎日舞台、高津商会、堺かつら
- 製作著作：毎日放送
- 制作協力：えむき

##### 連動番組『コトノハ』
毎日放送の現職アナウンサーが週替わりで出演するレギュラー番組として、MBSラジオで2021年10月4日から毎週月曜日の夜に15分間放送。同月1日まで放送されていた『あどりぶラヂオ』アナウンサー担当回での朗読企画（前述）を主体に、現職のアナウンサーから一部が出演するラジオドラマやテーマトークを週替わりで放送しているほか、2022年以降に開催する「コトノハ　ものがたりの世界」との連動企画も実施している。
放送時間は2023年9月25日まで21:45 - 22:00、翌週（10月2日）から21:30 - 21:45。現役のアナウンサーでもある古川圭子と松川浩子がディレクターを兼務していて、『MBSベースボールパーク』として放送されるプロ野球のナイトゲーム中継を当初の予定より延長する場合にも、放送枠のスライド方式で必ず放送されている。
毎日放送の現職アナウンサーが退社する場合や、正社員としての定年（60歳）を機に「シニアスタッフ」（5年契約の嘱託アナウンサー）へ移行する場合や、「シニアスタッフ」のアナウンサーが契約期間の満了を機に退社する場合には、そのアナウンサーが退社・定年前後の放送回に同僚のアナウンサーと揃って出演することが恒例になっている。その一方で、第150回（2024年8月12日放送分）では、「ウラオモテレビ」（毎日放送のアナウンスセンターがYouTube上に開設している公式チャンネル）との交流企画を初めて実施。放送時点での現職アナウンサーのうち、当番組側から「ディレクター」の古川、「ウラオモテレビ」側から「管理人」の福島暢啓・藤林温子が出演した。逆に、「ウラオモテレビ」にとって通算で100本目に当たる配信動画（2023年8月18日から公開中）では、「当番組の企画・制作・収録に関する裏話を、古川がMBSラジオ本社のスタジオで部下（後輩アナウンサー）の山崎香佳に打ち明ける」という企画を実施している。
「コトノハ　ものがたりの世界」に出演したアナウンサーの朗読については、ホールでの公演を再開した2022年開催分から、短編作品の朗読を収録した10分前後の音源を当番組内で数回にわたってノーカットで放送。1時間前後にわたる長編作品については、2021年以前の開催分に続いて、春分の日の夕方（または春分の日前後の『MBSサンデー・カルチャーナイト』枠内）に編成されるダイジェスト番組内で紹介している。2022年は春分の日（3月21日）が月曜日であったため、公演のダイジェスト番組を、当番組に先駆けて16:30 - 17:30に編放送した。
公式サイトでは、アナウンサーに対する朗読や企画のリクエストを随時受け付けている。ただし、リスナーから寄せられたメッセージを放送で紹介することは皆無に近く、「コトノハ反省会」と銘打った第100回（古川と松川が出演した2023年8月23日放送分）で初めて取り上げられた。
なお、2024年7月最終週（29日）まではノンスポンサーで放送されていたが、翌8月（5日放送分）から株式会社さくらが「伊勢シーパラダイス」（関連会社を通じて三重県伊勢市内で運営している水族館）名義で提供している。毎日放送のアナウンス室→アナウンスセンターで制作するテレビ・ラジオ番組に特定のスポンサーがレギュラーで付くことは、2024年8月以降の当番組が初めてである。

#### その他
2013年からは、毎日放送Mビジョン推進局が制作する「MBSアナウンサーカレンダー」を、本社内のグッズショップ、毎日放送が運営するショッピングサイト、関西地方の主要書店などで販売。他の民放局のカレンダーがおおむね女性の正局員アナウンサーの写真だけで構成されているのに対して、撮影時点での正局員アナウンサーを全員登場させているほか、テーマや趣向を毎年変えている。発売年によっては、一部の書店でカレンダー購入者向けの発売記念イベントを開催するとともに、一部のアナウンサーがイベントへ参加。『コトノハ図鑑』の放送開始後初めて発売されたカレンダー（2019年版）には、同番組と連動させたテーマで、36名のアナウンサーが挙げた「（あなたにとって）大事な『コトノハ』」を紹介している。毎日放送のテレビ単営局化に伴う社内組織再編で「毎日放送総合編成局アナウンスセンター・株式会社MBSラジオ・MBS企画による共同制作体制」に変更された2022年版からは、「生きた建築ミュージアムフェスティバル大阪」との連携企画で、大阪市内の「生きた建築」（近代建築やモダニズム建築）を舞台に撮影されたアナウンサーの写真をカレンダーに使用。